# Voorloper (filatelie)
In de filatelie is een voorloper een postzegel die in een land of gebied werd gebruikt voordat daar eigen postzegels worden uitgegeven. Vaak zijn dat de postzegels van het moederland die in een kolonie werden gebruikt. Soms gaat het om de postzegels van een staat die uiteen is gevallen (Tsjecho-Slowakije) of waarvan een gebied zich heeft afgescheiden.
Voorlopers worden gestempeld en bij voorkeur op een poststuk gespaard, omdat alleen op die manier kan worden vastgesteld dat de postzegel is gebruikt in het gebied dat nadien eigen postzegels uitgeeft.
Voorbeelden:
- In veel Britse koloniën werden Britse postzegels gebruikt tot de kolonie eigen postzegels ging uitgeven.
- Voor Ierland geldt hetzelfde.
- Duits-Zuidwest-Afrika gebruikte de postzegels van Duitsland.
- Tot 1912 gebruikte Liechtenstein de postzegels van Oostenrijk.
- In Nederlands-Nieuw-Guinea werden tot 1950 de postzegels van Nederlands-Indië gebruikt.
- In Nederlands-Nieuw-Guinea werden van 1950 tot 1958 de portzegels van Nederland gebruikt.

## Andere betekenissen
In de filatelie wordt de term "voorloper" in meer betekenissen gebruikt. Bijvoorbeeld:
- Voorlopers van de eerstedagenveloppen van de NVPH. Dit particulier maakwerk werd geïnspireerd door buitenlandse voorbeelden.
- Voorlopers van postzegels die binnen een bepaald thema worden uitgegeven. Bijvoorbeeld voorlopers van de Europazegels.